# Universidad de Texas Oriental A&M
Universidad de Texas Oriental A&M (inglés: East Texas A&M University) es una universidad pública de investigación en Commerce, Texas. Con una matrícula de más de 12,000 estudiantes a partir del otoño de 2017, la universidad es la tercera institución más grande del Sistema Universitario Texas A&M.  Fundada en 1889, la institución es también la cuarta universidad o colegio estatal más antiguo del estado de Texas. 
Ubicada en el extremo noreste del metroplex de Dallas-Fort Worth, aproximadamente a 105 km del centro de Dallas, la universidad atrae a estudiantes residentes tradicionales del Metroplex y también de las comunidades más pequeñas del noreste de Texas. Además del campus principal en el condado de Hunt, la universidad tiene campus satélites en el centro de Dallas y Mesquite; también ofrece cursos en Corsicana y Midlothian en asociación con Navarro College y en Frisco y McKinney con Collin College. 

## Historia

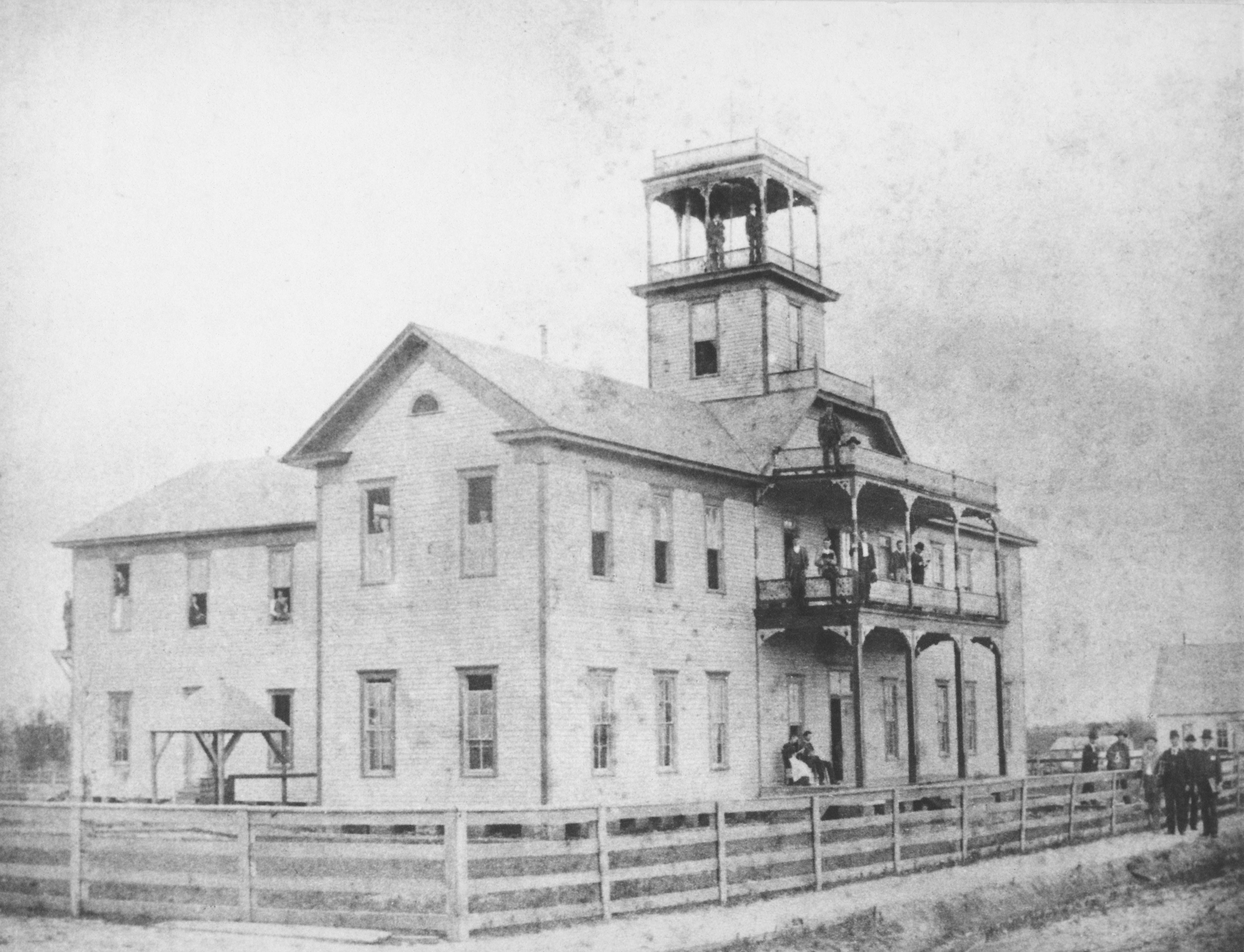
Original ETNC campus en Cooper en 1890

La historia de East Texas A&M University comenzó en 1889 con su establecimiento como East Texas Normal College (ETNC) en Cooper por William L. Mayo, nativo de Kentucky, como un colegio privado para profesores basado en principios normales .  ETNC se trasladó a Commerce después de que su campus original fuera destruido en un incendio en julio de 1894.  Una de las principales ventajas de Commerce fue que estaba bien conectado por ferrocarril, con servicio regular en el ferrocarril del suroeste de Texas de St. Louis ("Cotton Belt") a Dallas, Sherman y Texarkanay en el Texas Midland Railroad a París , Ennis y Houston . 
ETNC pasó a llamarse East Texas State Normal College en 1917 después de que fuera adquirido por el estado de Texas y transformado en una universidad pública .  En 1923, pasó a llamarse East Texas State Teachers College para definir su propósito "más claramente",  y en 1935, comenzó su programa de educación de posgrado . 
La institución pasó a llamarse East Texas State College en 1957, después de que la Legislatura de Texas reconoció su alcance cada vez más amplio más allá de la formación docente .  Tras la inauguración del primer programa de doctorado de la institución en 1962,  su nombre fue cambiado a East Texas State University (ETSU) en 1965.  Se integró en 1964 cuando se lo ordenó la junta de regentes.  ETSU obtuvo una junta de regentes separada en 1969,  y la aprobación para abrir unacampus sucursal en Texarkana en 1971. 
Si bien el cuerpo estudiantil se redujo en tamaño a fines de la década de 1970 y principios de la de 1980, se volvió cada vez más diverso a medida que los estudiantes mayores no tradicionales , las minorías étnicas y raciales y los estudiantes internacionales crecieron en número.  La recesión económica en Texas a mediados de la década de 1980 amenazó seriamente a la universidad, lo que llevó a propuestas para cerrarla por completo antes de que un viaje en autobús con 450 partidarios llegara al Capitolio del estado en una muestra de apoyo que finalmente aseguró su existencia continua.  En 1996, ETSU fue admitida en el Sistema Universitario de Texas A&M (TAMUS) y pasó a llamarse Universidad-Commerce de Texas A&M (A & M-Commerce; inglés: Texas A&M University–Commerce). El antiguo campus de la sucursal de ETSU en Texarkana pasó a llamarse Texas A&M University – Texarkana y se admitió en TAMUS como una universidad separada.
El 7 de noviembre de 2024, el TAMUS aprobó el cambio de nombre de la universidad a East Texas A&M University (ETAMU).

### Presidentes universitarios
1. William Leonidas Mayo (1889–1917)
2. Randolph Binnion (1917–24)
3. Samuel Henry Whitley (1924–46)

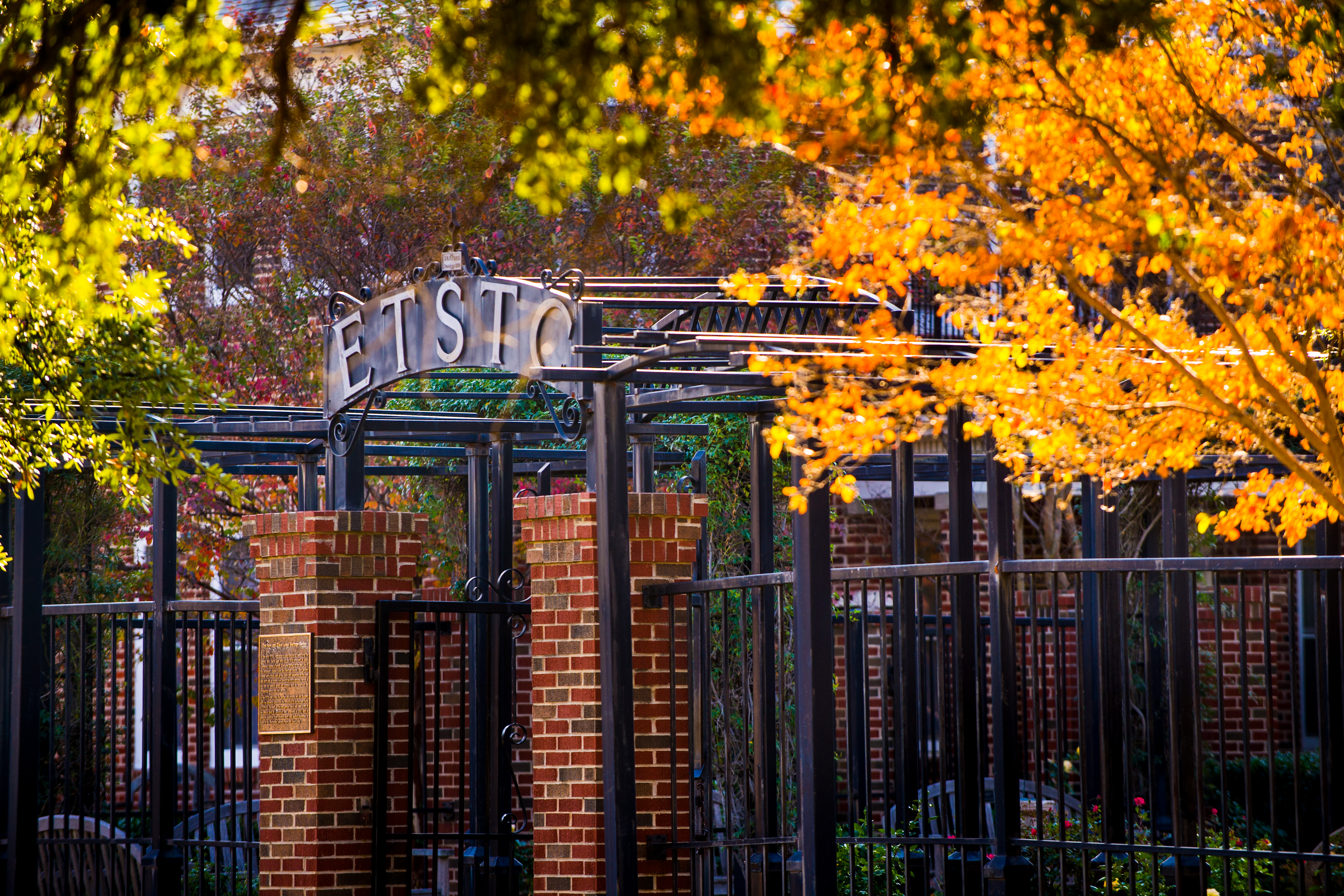
ETSTC Jardín de patrimonio

4. Arthur C. Ferguson (Interim)(1947)
5. James Gilliam Gee (1947–66)
6. D. Whitney Halladay (1966–72)
7. F.H. McDowell (1972–82)
8. Charles J. Austin (1982–87)
9. Jerry D. Morris (1987–97)
10. Keith D. McFarland (1997–2008)
11. Dan R. Jones (2008–16)[2]
12. Ray Keck (2016–2018)[3]
13. Mark J. Rudin (2018–present)[4]

## Universidades y escuelas

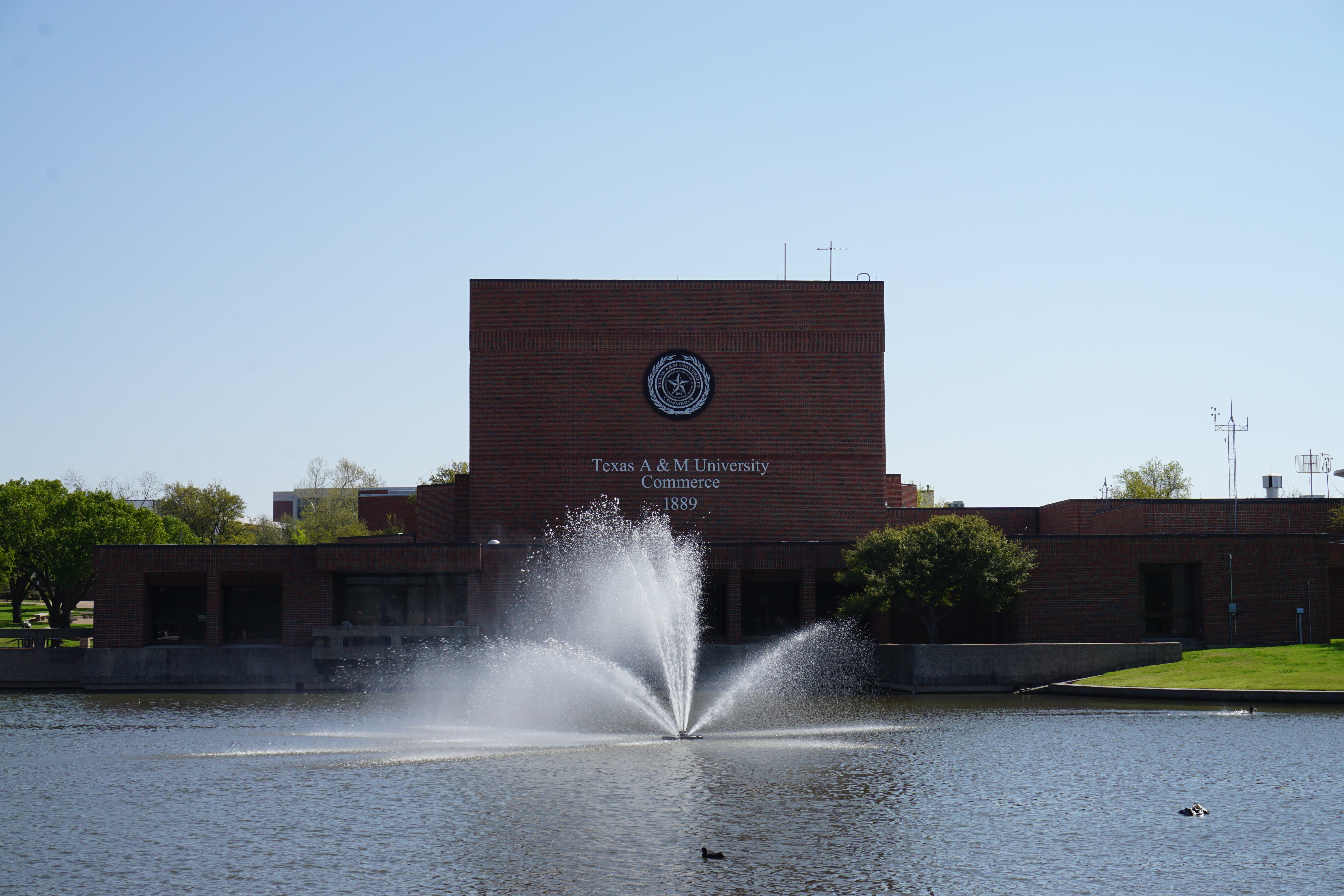
Garvin Lago en Universidad de Texas Oriental A&M

East Texas A&M University comprende cinco universidades académicas que otorgan títulos en más de 100 disciplinas diversas. 
El Colegio de Educación y Servicios Humanos es quizás el colegio más conocido dentro de la universidad y es una de las principales instituciones enfocadas en la educación en el estado de Texas entre todas las universidades, tanto públicas como privadas, y ha producido numerosos maestros exitosos y notables. y administradores escolares. [ cita requerida ] Texas A&M Commerce tiene acuerdos con muchos distritos escolares en el área de DFW y el noreste de Texas para enviar a sus estudiantes universitarios a la enseñanza de estudiantes, y también tiene una escuela de posgrado notable para aquellos educadores que buscan títulos avanzados en enseñanza y educación y también, un programa de doctorado bien conocido para aquellos que buscan un doctorado en educación. En consecuencia, Texas A & M-Commerce es un Nivel IIDoctoral Research University , clasificado por la Carnegie Foundation for the Advancement of Teaching .  En el verano de 2013, la Facultad de Educación y Servicios Humanos de Texas A & M-Commerce ocupó el puesto número uno en Texas en cuanto a enseñanza de la educación entre todas las universidades, públicas y privadas, y el puesto 13 en toda la nación por el Directorio de universidades de EE. UU. Revista en línea de la base de datos.
La Facultad de Negocios (CB), durante las últimas tres décadas, [ ¿cuándo? ] convertirse en una escuela de negocios de Nivel II altamente respetada en Texas y más allá. El CB ofrece títulos de grado y posgrado en contabilidad, finanzas, administración de empresas en general, gestión, marketing, artes y ciencias aplicadas y análisis empresarial. El CB ha sido reconocido a nivel nacional por su MBA programa, y fue clasificado como el quinto mejor programa general en la edición 2012 de la revista US News & World Report ' s edición anual de 'Mejor Escuela'. Tanto el MBA como los programas de contabilidad de pregrado se mencionaron tanto en Forbes como en el Wall Street Journal como la mejor compra para los programas ofrecidos por las escuelas de Nivel II en Texas. La universidad también tiene una gran cantidad de profesores titulares y eméritos , que brindan conferencias y conferencias a nivel nacional e internacional, lo que refleja la calidad de la oportunidad educativa orientada a los negocios que ETAMU tiene para ofrecer. 

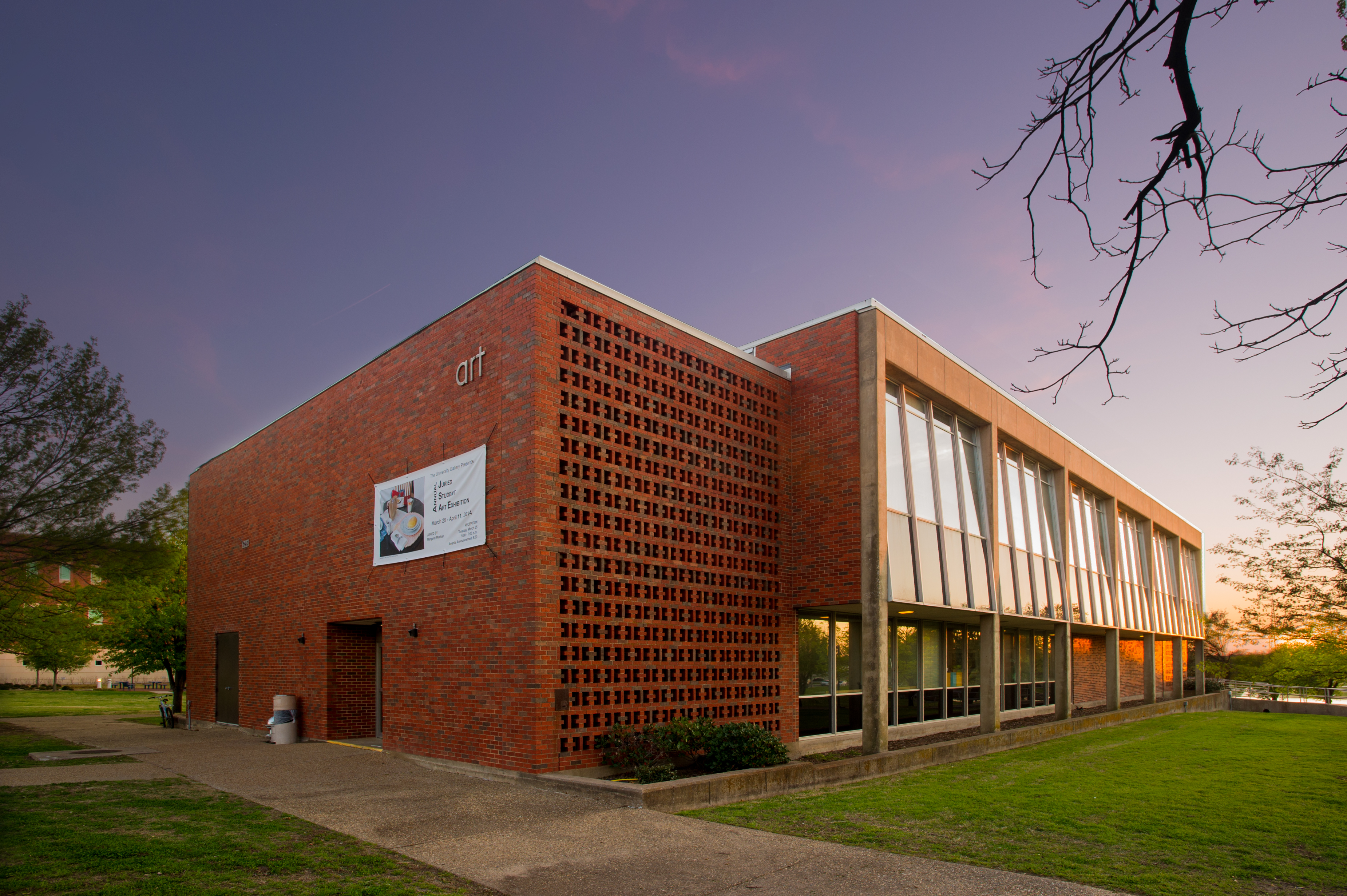
Edificio de arte

La Facultad de Humanidades, Ciencias Sociales y Artes ofrece programas de grado para la mayoría de los programas de artes liberales que se ofrecen en ETAMU. Los títulos y cursos de estudio que se ofrecen en esta universidad incluyen artes liberales, historia, artes escénicas, música y educación musical, literatura y lenguaje, medios de comunicación y comunicaciones, teatro, ciencias políticas y sociología y justicia penal. La universidad también ofrece a estudiantes universitarios que están cursando estudios de ciencias políticas que deseen asistir a la facultad de derecho para realizar trabajos de posgrado, una carrera en un programa de preparación de leyes, así como LSAT.preparación para exámenes que también se administra en el campus. Los estudiantes que se especializan en periodismo de radiodifusión y medios de comunicación tienen la oportunidad de unirse al personal del periódico escolar, y también utilizan y perfeccionan las habilidades de trabajo para KKOM, KETV-3 y la fuente de la región para la transmisión pública de noticias e información de radio, KETR . 
La Facultad de Ciencias e Ingeniería es la incorporación académica más reciente en ETAMU. Esta universidad ofrece títulos en biología, ciencias ambientales, química, ciencias de la computación y sistemas de información, ciencias computacionales, matemáticas, tecnología de ingeniería, física y astronomía. El departamento de física y astronomía tiene un planetario galardonado ubicado dentro del McFarland Science Building, que atrae a estudiantes de las escuelas del área y también a visitantes interesados. 
Facultad de Ciencias Agrícolas y Recursos Naturales La Facultad de Agricultura pasó a llamarse Facultad de Ciencias Agrícolas y Recursos Naturales en abril de 2018. Las especialidades incluyen agronegocios , ciencias agrícolas, ciencia y tecnología agrícola, ciencia animal, ciencias de la vida silvestre y de la conservación y estudios equinos. La universidad opera una granja y un rancho educativos a unas 5 millas al sur de Commerce en la Carretera Estatal de Texas 24 , donde los estudiantes pueden participar en un enfoque práctico de las ciencias agrícolas y el manejo de animales. 

## Campus

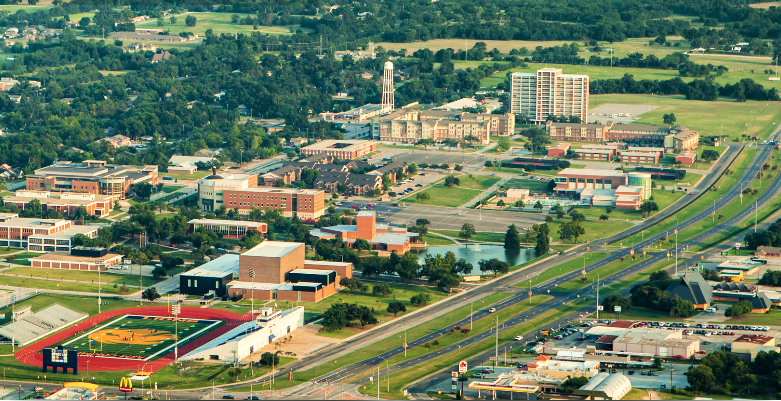
Aéreo disparado de East Texas A&M University

El campus está ubicado a 15 minutos de la Interestatal 30 ya una hora en automóvil de Dallas,  La Carretera Estatal 24 de Texas cruza el campus en dos secciones separadas. La mayor parte del campus está ubicada en el lado este de la autopista 24, y una porción más pequeña se encuentra en el lado oeste. Un pintoresco lago se encuentra cerca de la entrada principal del campus. El campus tiene una variedad de edificios nuevos y antiguos, siendo el edificio más antiguo Ferguson Social Sciences Building, que se inauguró en 1926 con aulas y un gran auditorio.  Uno de los edificios más nuevos en el campus es la residencia de la Fase II que se construyó en 2013.  La universidad también posee y opera una granja y rancho de 1.800 acres con uncentro equino ubicado cerca del campus principal. Recientemente se construyó un nuevo edificio de música que incluye una sala de conciertos de última generación para diversas actuaciones musicales.

### Biblioteca de aguas

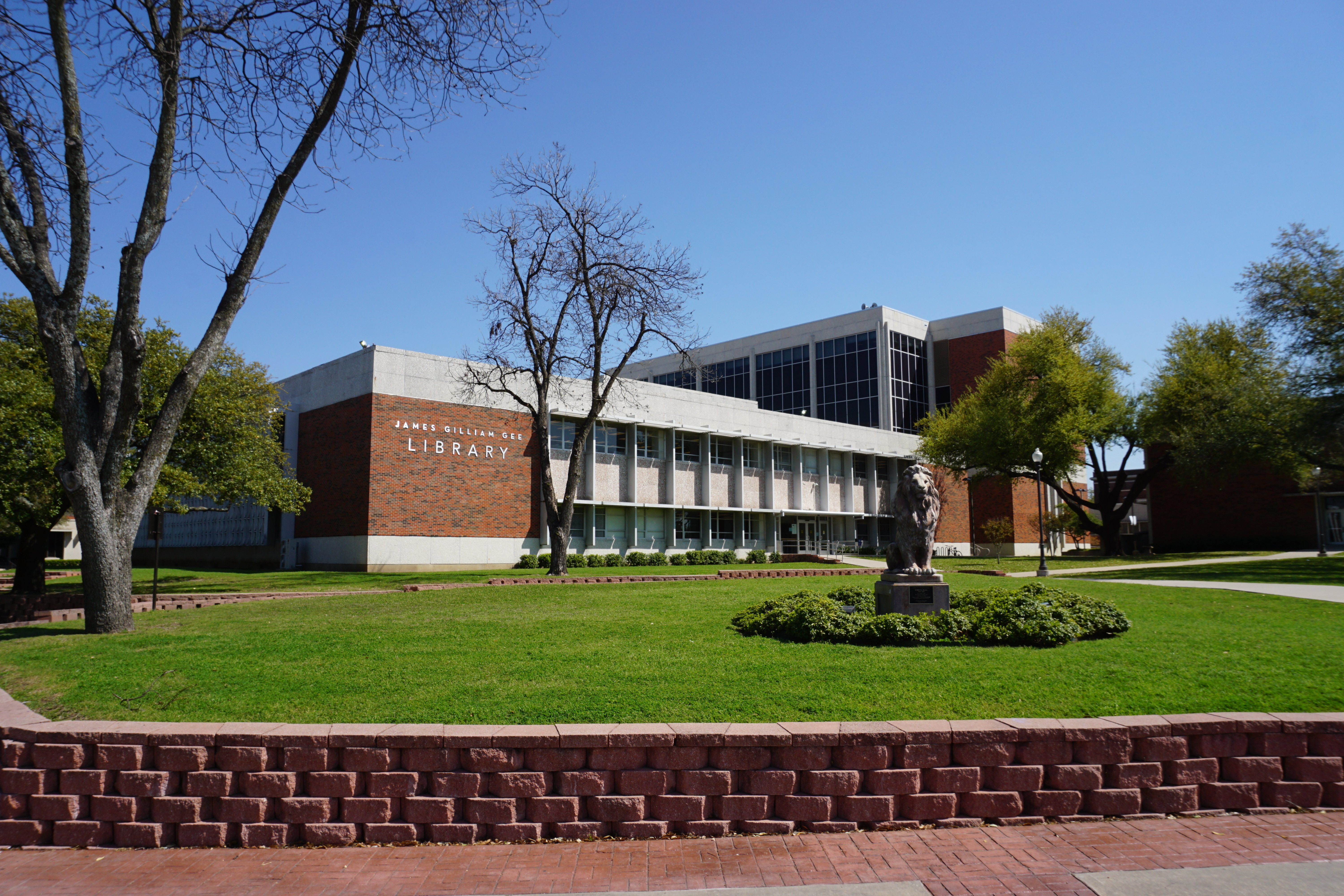
Biblioteca de aguas

La biblioteca Velma K Waters recibe su nombre en honor al primer estudiante afroamericano de pregrado que se inscribió en ETAMU. Se graduó con una licenciatura en ciencias de la universidad en 1968 y enseñó en Carthage, Texas. La biblioteca fue nombrada anteriormente en honor al Dr. James Gilliam Gee, un ex presidente de la universidad que sirvió desde 1947 hasta 1966, pero fue renombrada en agosto de 2020. La biblioteca está abierta las 24 horas los días de semana durante los semestres de otoño y primavera.  Un quiosco de computadoras portátiles en la biblioteca permite a los estudiantes sacar computadoras portátiles para sus estudios. Muchos servicios para estudiantes y profesores están disponibles en la biblioteca, incluida la renovación de libros, un área de estudio de computadoras las 24 horas conocida como el nexo, asistencia para la investigación y cubículos de estudio que brindan áreas de estudio tranquilas para los estudiantes. 

### Morris Centro de recreación

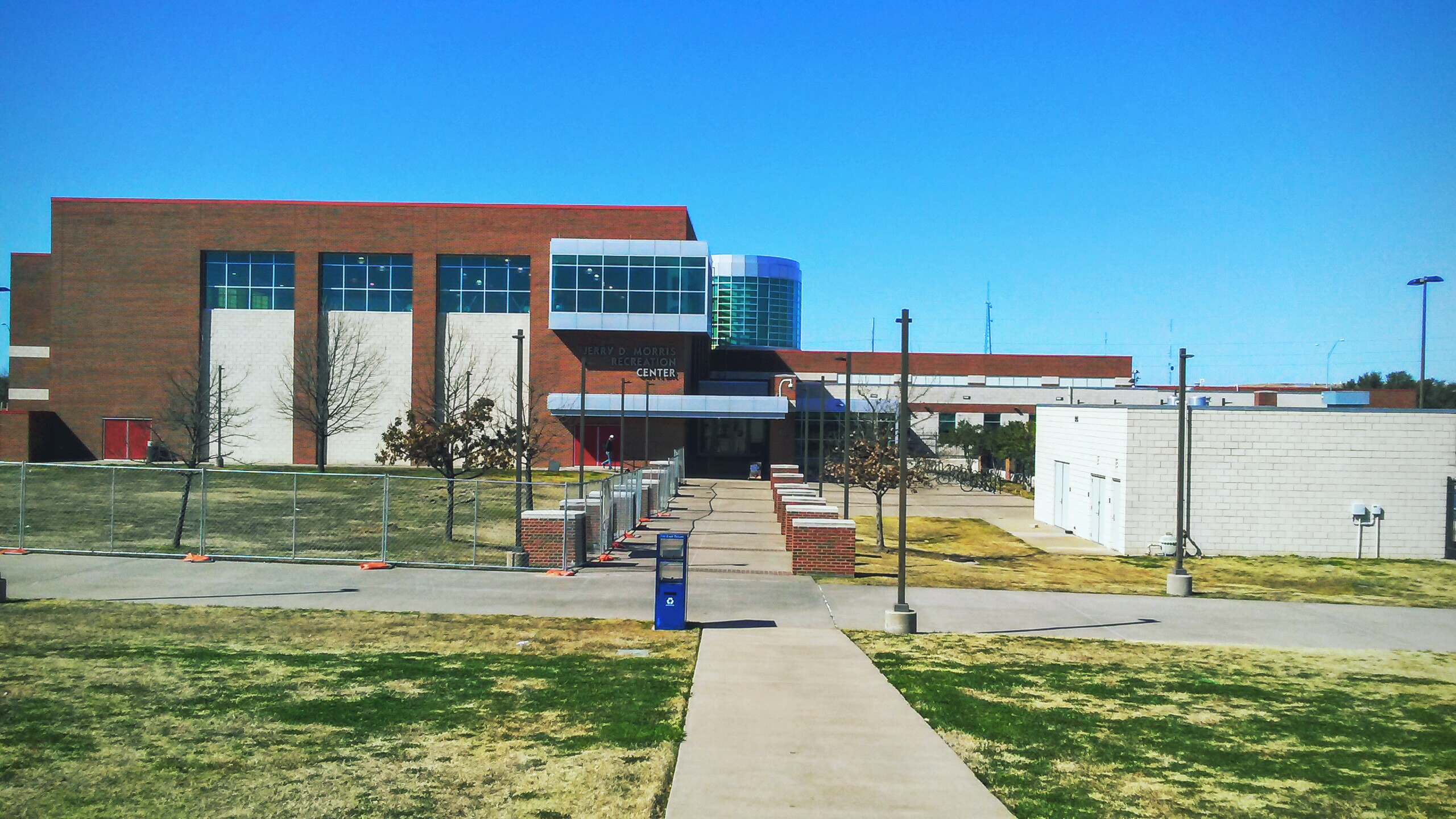
Morris Centro de recreación

El Morris Recreation Center (MRC) abrió sus puertas en 2003. El centro recibe su nombre en honor al Dr. Jerry D. Morris, quien se desempeñó como presidente de la universidad de 1987 a 1997. Los programas deportivos intramuros de la universidad son organizados por el personal de la centrar. El interior del centro cuenta con una roca para escalar de 45 pies, una pista para trotar de tres carriles, cuatro canchas de ráquetbol, dos canchas de baloncesto, una gran sala de fitness con equipo cardiovascular y de pesas, una sala de aeróbicos, aulas, un área de refrigerios y casilleros. habitaciones. Fuera del centro hay una piscina, dos canchas de baloncesto y dos canchas de voleibol de arena. Hay una cancha de fútbol sala al aire libre en los terrenos del MRC. 
El centro también opera el Complejo Deportivo Cain para deportes intramuros. El complejo incluye cuatro campos deportivos polivalentes, espacio verde polivalente, fosos para herraduras, parrillas para barbacoa y mesas de pícnic. Outdoor Adventure opera la pared de roca dentro del centro y las instalaciones de aventura al aire libre en el lado oeste del campus. Muchos senderos para caminatas están disponibles cerca del campus para aventuras al aire libre, así como un campo de golf de disco de 18 hoyos .  Un curso de desafío está disponible en los terrenos de Outdoor Adventure.

### Centro de estudiantes Rayburn

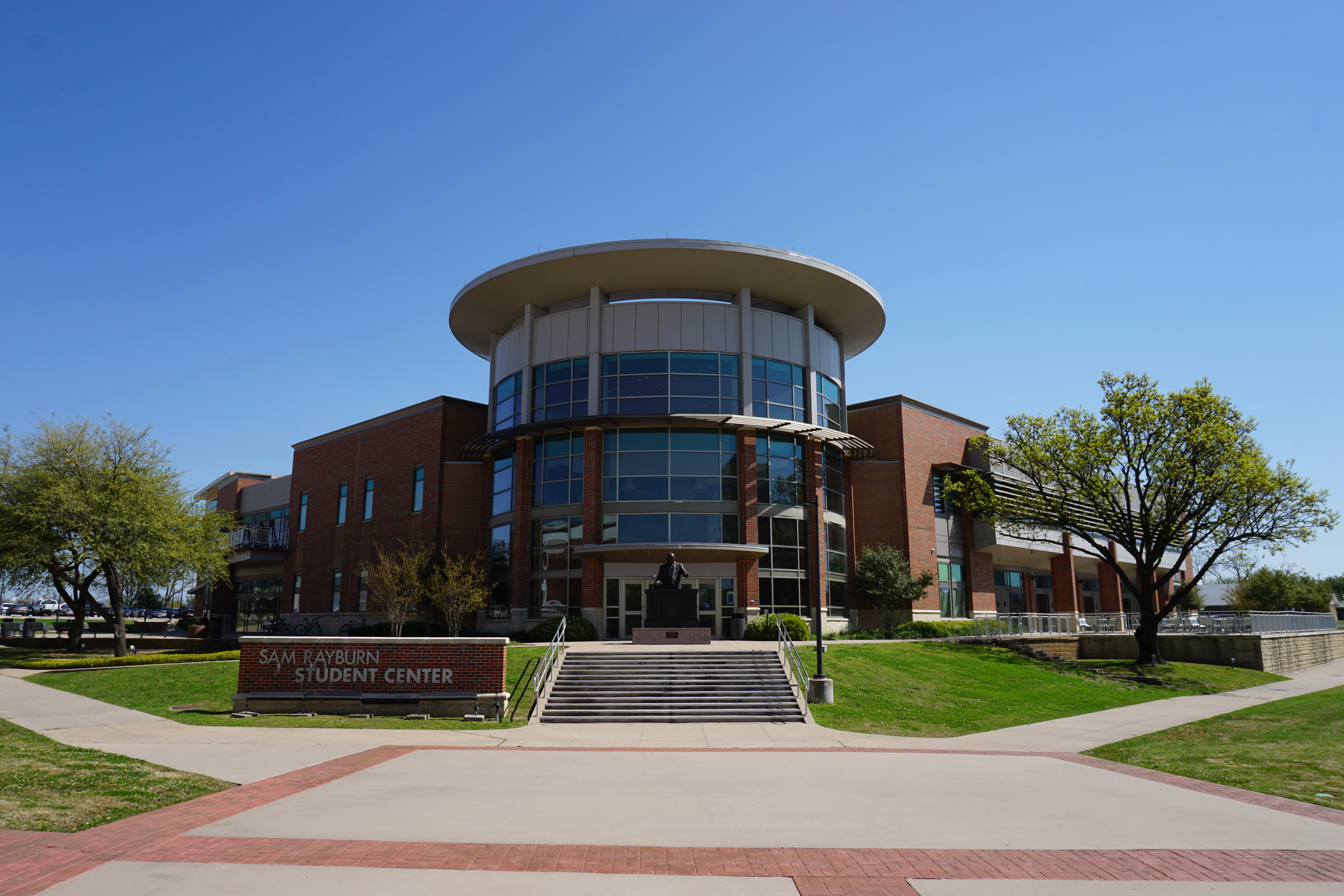
Sam Rayburn Centro Estudiantil

El Centro de Estudiantes Rayburn (RSC) sirve como un sitio focal para actividades y eventos en el campus. Muchas organizaciones universitarias están ubicadas en el RSC. El RSC también incluye el comedor para estudiantes de primaria que fue mejorado y ampliado recientemente. Además, una librería ubicada en el primer piso del edificio ofrece útiles, mercadería de espíritu escolar y otros artículos relacionados con la universidad. El Club, un área de entretenimiento / reunión, es donde se llevan a cabo varios eventos orientados a los estudiantes. El Club cuenta con un bar de bebidas y bocadillos, una sala de juegos y un escenario con una pantalla de televisión panorámica.  El RSC recibe su nombre en honor al Honorable Sam Rayburn , el presidente de la Cámara de Representantes de los Estados Unidos durante más tiempoHistoria de los Estados Unidos y un distinguido alumno universitario (promoción de 1903).  Una estatua del Sr. Rayburn está situada en la terraza de entrada del RSC en un entorno familiar frente a la tribuna del Presidente que era parte integral de la cámara legislativa de la Cámara de Representantes en el Capitolio de los Estados Unidos.

## Finanzas

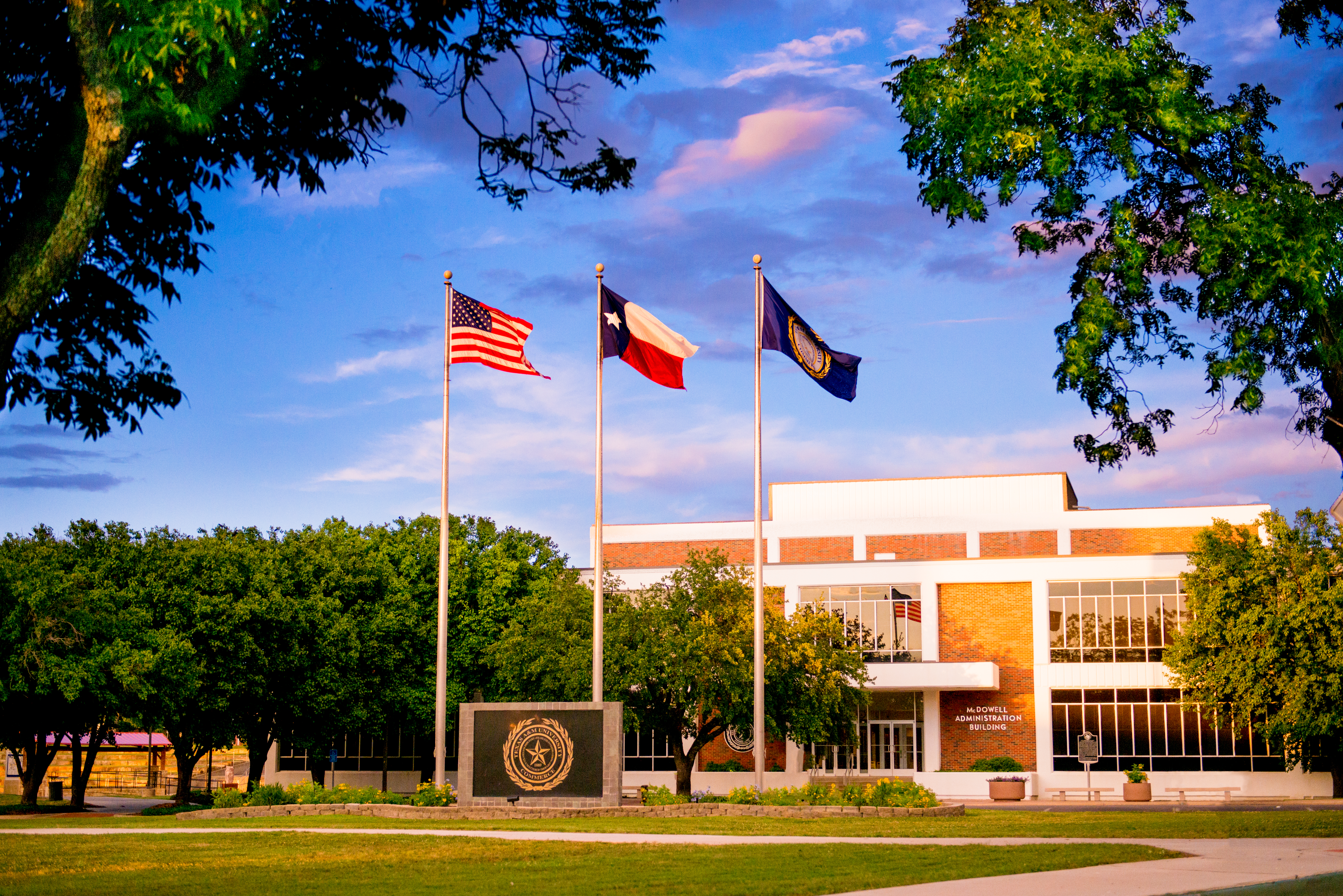
McDowell Edificio de administración

ETAMU se ha comprometido históricamente a hacer que la accesibilidad a la educación superior sea asequible para quienes la necesitan. La universidad ha establecido un programa "en matrícula", que permite a los estudiantes "fijar" sus tarifas de matrícula para estudiantes de primer año durante la duración de sus estudios de pregrado, independientemente de los posibles aumentos futuros de matrícula.  Además, la universidad se erige como la institución de investigación menos costosa en el área metropolitana de Dallas-Fort Worth , así como una de las universidades menos costosas del estado de Texas. Para el año académico 2014-2015, las tasas de matrícula estatal para los estudiantes de primer año que toman 15 créditos cada semestre generalmente fueron de aproximadamente $ 7000 por año o $ 236 por hora de crédito.  A partir de 2019, la universidad tiene una dotaciónde $ 22 millones. 

## Cuerpo estudiantil
Ubicado a una hora en auto del centro de Dallas, ETAMU atrae a la mayoría de sus estudiantes del Dallas / Fort Worth Metroplex; en el otoño de 2016, más de 500 estudiantes de los condados de Collin , Dallas , Hunt , Rockwall y Tarrant asistieron a la universidad,  pero en la última década, el número de estudiantes de otros estados ha crecido considerablemente; Mientras que las cercanas Oklahoma , Arkansas y Louisiana son los estados de origen más comunes, ETAMU ha atraído a un número sustancial de estudiantes de estados geográficamente distantes como Illinois , Michigan.y Ohio . En los últimos años, muchos de los estudiantes atletas de la universidad son originarios de California .
Como parte de un plan de mejora de la calidad, la universidad se ha centrado en diversificar su cuerpo estudiantil con el objetivo de convertirse en una universidad más competitiva a nivel mundial. Como resultado, personas de todos los orígenes raciales y muchos grupos étnicos asisten a ETAMU. La universidad tiene una fuerte comunidad india y una gran presencia coreana . Recientemente, la institución también ha experimentado un crecimiento sustancial en sus estudiantes nigerianos. En el otoño de 2016, los estudiantes internacionales constituían el 6,8% del alumnado. En el otoño de 2015, la tasa de aceptación de la universidad fue del 45%. 

### Datos demográficos
Clasificado de mayor a menor.
Género
- - Mujeres: 60,75%
  - Hombre: 39,25%

Raza
- - Blanco: 46,92%
  - Negro o afroamericano: 20,10%
  - Hispano: 16,84%
  - Internacional: 6,80%
  - Birracial o multirracial: 4,77%
  - Asiático 2,51%
  - No especificado: 1,38%
  - Otro / Sin clasificar 1,35%

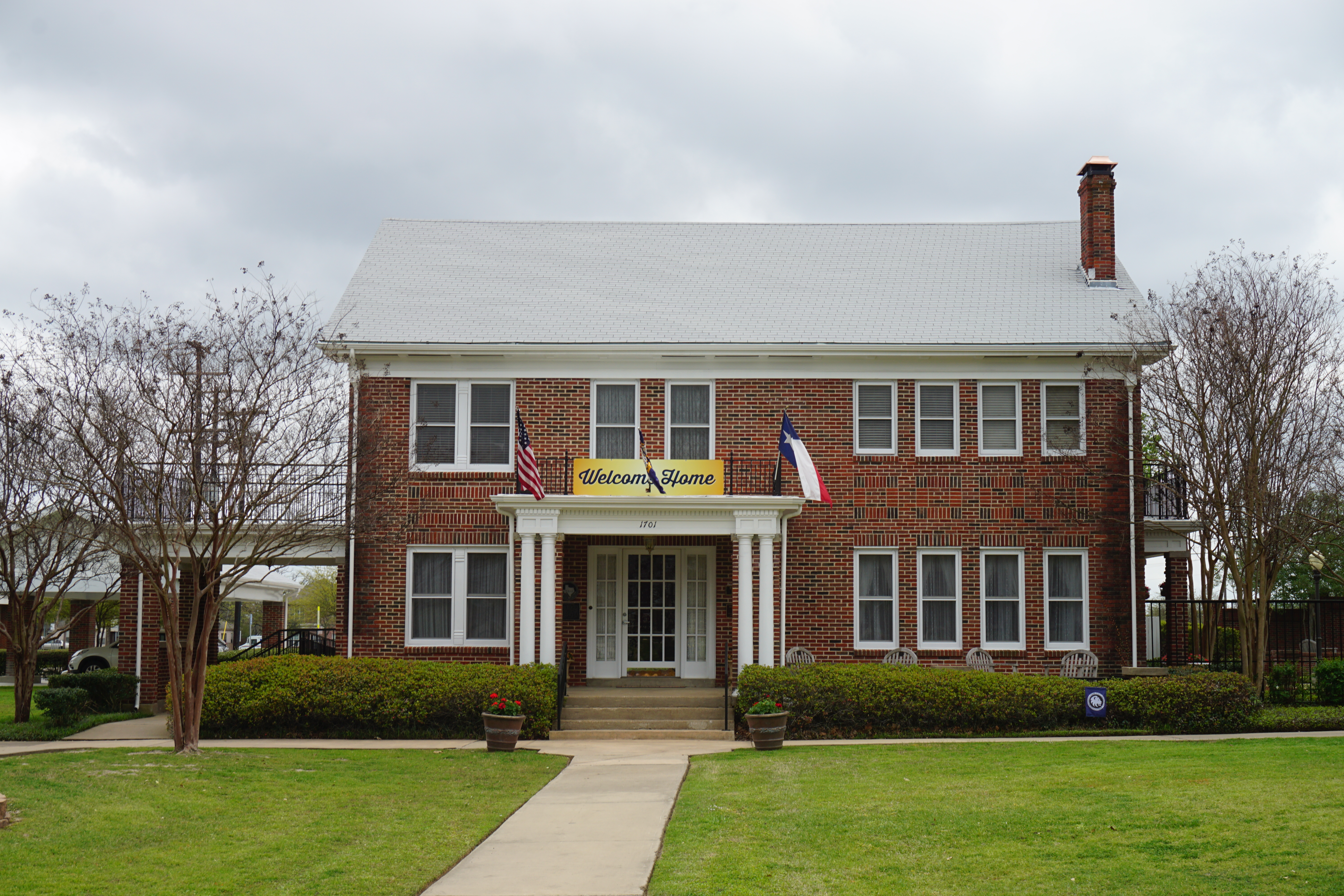
Casa de patrimonio en el campus de Universidad de Texas Oriental A&M

  - Nativos americanos o de Alaska: 0,55%
  - Hawaiano o de las islas del Pacífico: 0,13%

Nota: Basado encima caída 2016 enrollment

## Vida estudiantil
Debido al crecimiento en la matrícula de estudiantes experimentado durante la última década, la universidad ha sido testigo de un aumento sustancial en el número de organizaciones estudiantiles. Actualmente, más de 150 grupos y organizaciones de estudiantes están registrados en el campus. Cada año, las diversas organizaciones organizan una variedad de eventos que incluyen exhibiciones de arte, espectáculos culturales, bailes, conciertos, espectáculos de comedia, festivales de sabor, lecturas de poesía y espectáculos de pasos, por nombrar algunos.

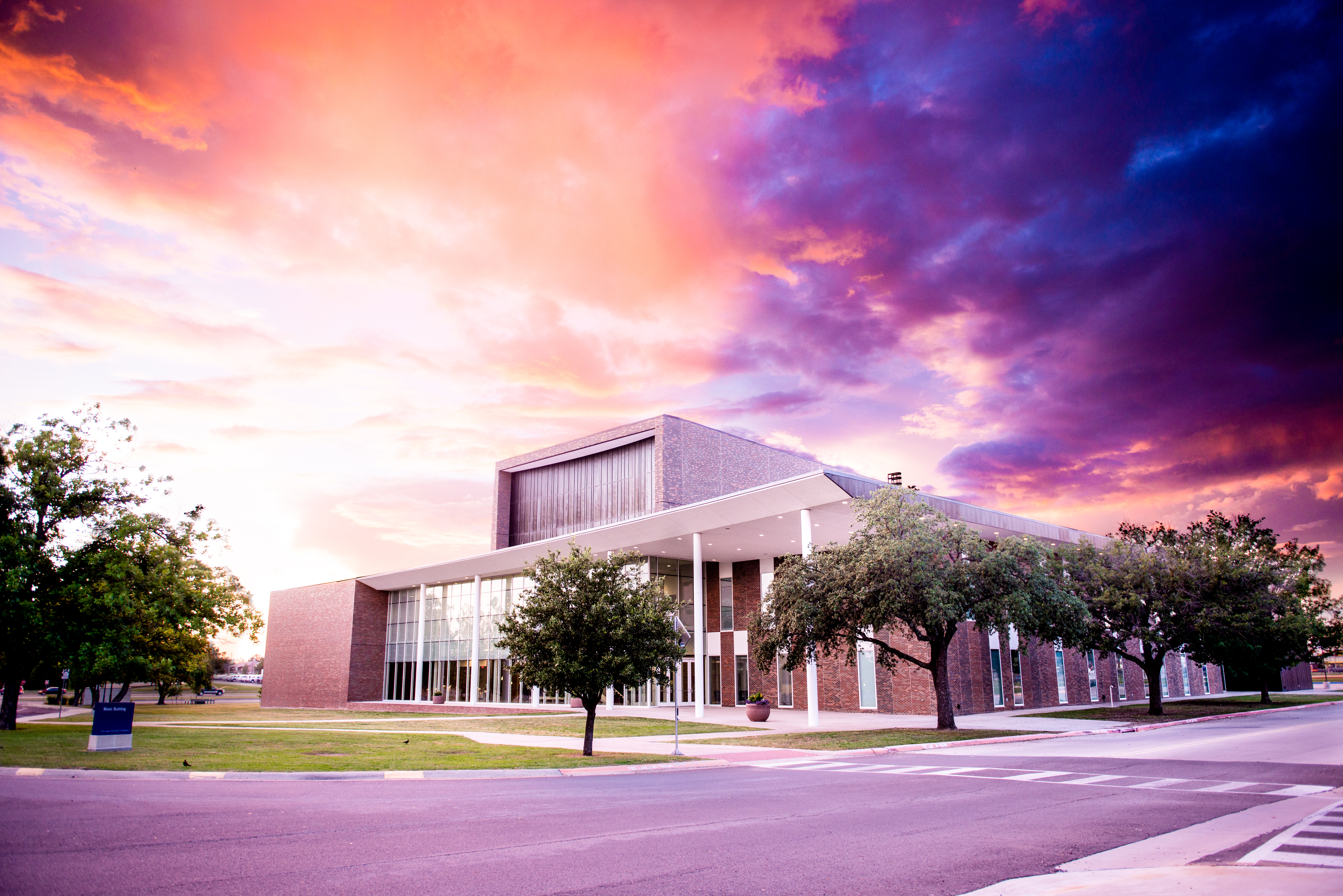
Edificio de música

Numerosas sociedades de honor y fraternidades escolares tienen miembros según la especialización o el curso de estudio. Además, las fraternidades sociales y las hermandades de mujeres están activas en East Texas A&M, con 11 fraternidades registradas y 10 hermandades de mujeres. 
Muchas organizaciones religiosas también llaman hogar al campus, como el Ministerio de Estudiantes Bautistas, el Ministerio Wesleyano, la Asociación de Estudiantes Católicos, la Asociación de Estudiantes Episcopales, los Leones para Cristo, la Confraternidad Cristiana Chi Alpha y la Asociación de Estudiantes Musulmanes, entre otras. 

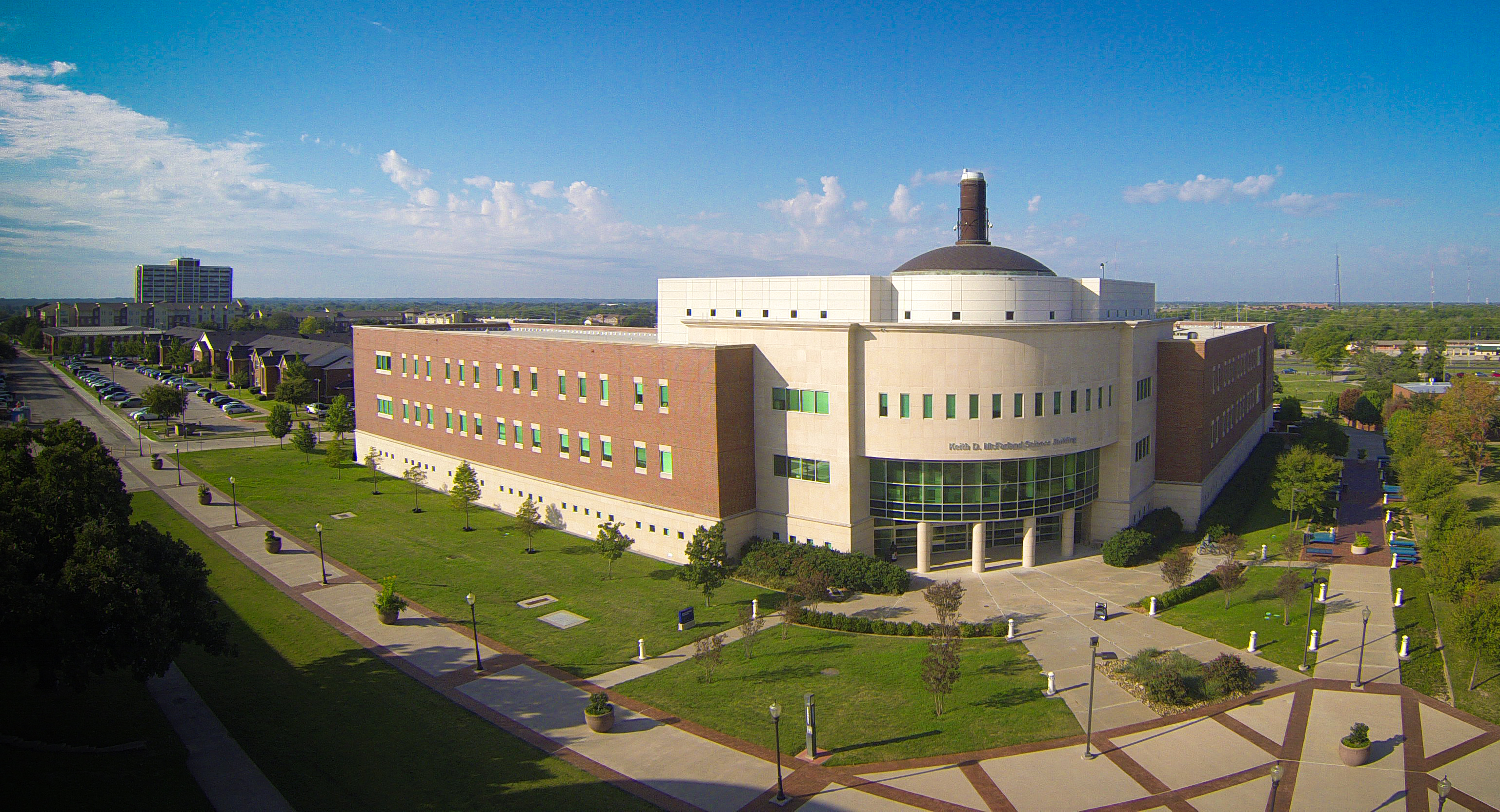
McFarland Edificio de ciencia

En el planetario de última generación dentro del edificio de ciencias, los estudiantes, profesores y visitantes pueden ver películas y programas astronómicos en el techo del planetario mientras están sentados casi completamente reclinados. El planetario es considerado uno de los planetarios más importantes y modernos de un campus universitario en el suroeste de los Estados Unidos. 

### Medios
Una estación de radio pública FM de 100,000 vatios, KETR , tiene licencia a través de la universidad. Fundada en 1974, KETR sirve a las comunidades del noreste de ETAMU. La estación ofrece una variedad de formatos y transmite presentaciones alojadas localmente de los programas de noticias de la Radio Pública Nacional, Morning Edition y All Things Considered . Durante el mediodía, KETR transmite Notably Texan , un programa de música de varios géneros que presenta nuevos lanzamientos de músicos de Texas o música con una conexión de Texas. KETR también transmite partidos de fútbol y baloncesto de ETAMU, así como partidos de fútbol para la preparatoria Commerce. 

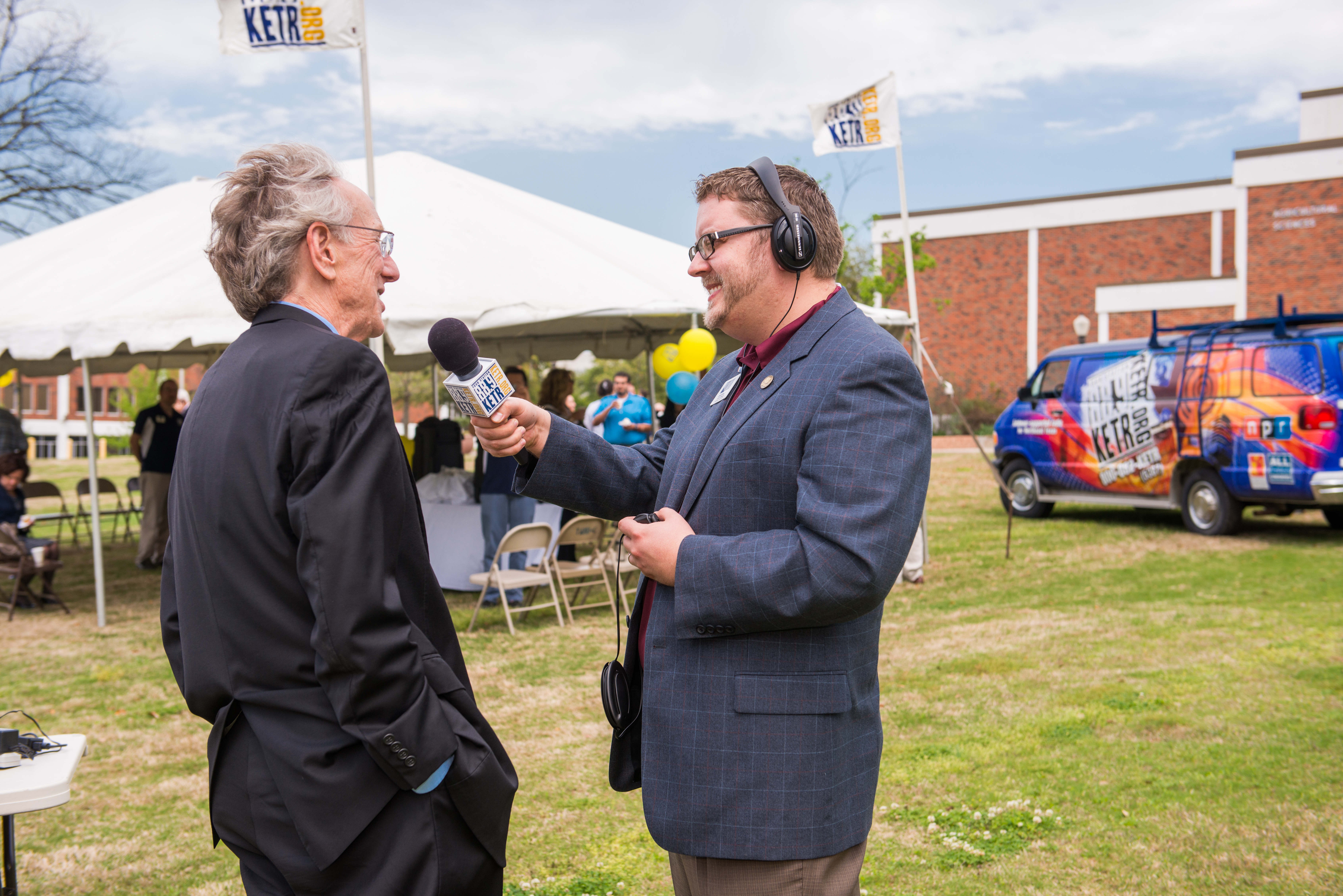
KETR 40.ª celebración de aniversario en abril de 2015

The East Texan es el periódico estudiantil semanal de ETAMU y fue clasificado como uno de los 10 principales periódicos universitarios de Texas en la reunión de la Asociación de Prensa Intercolegial de Texas (TIPA) en abril de 2015.  Establecido en 1915, "The East Texan "una de las publicaciones universitarias estudiantiles más antiguas de la nación. Es parte del TIPA, con sede en el departamento, con sede en el Edificio de Periodismo. Su circulación es de aproximadamente 1.000. La publicación semanal fue clasificada como la crítica de álbumes número uno en Texas en la Convención de Prensa de TIPA en abril de 2014, 2015 y 2016.
Newscenter 3 es una emisión de noticias semanal producida por estudiantes de radio y televisión.

### Servicios de alojamiento y comedor
ETAMU ofrece alojamiento a estudiantes durante todo el año con precios que oscilan entre $ 2000 y $ 3000 por cada semestre completo.  Cada residencia y apartamento del campus es mixto con la excepción de F-Halls, que son las viviendas para mujeres y hermandades en el campus. En un esfuerzo por aumentar la tasa de retención de estudiantes de la universidad, los estudiantes de primer año tradicionales firman un contrato para permanecer en el campus por un mínimo de dos años o cuatro semestres. Sodexo sirve como proveedor de comidas para estudiantes para los estudiantes, con planes de comidas y en eventos deportivos y una serie de eventos con catering en el campus durante todo el año.  La universidad recientemente puso a disposición de los estudiantes servicios de transporte en el campus, lo que aumentó la movilidad de los estudiantes en el campus y en los puntos cercanos.

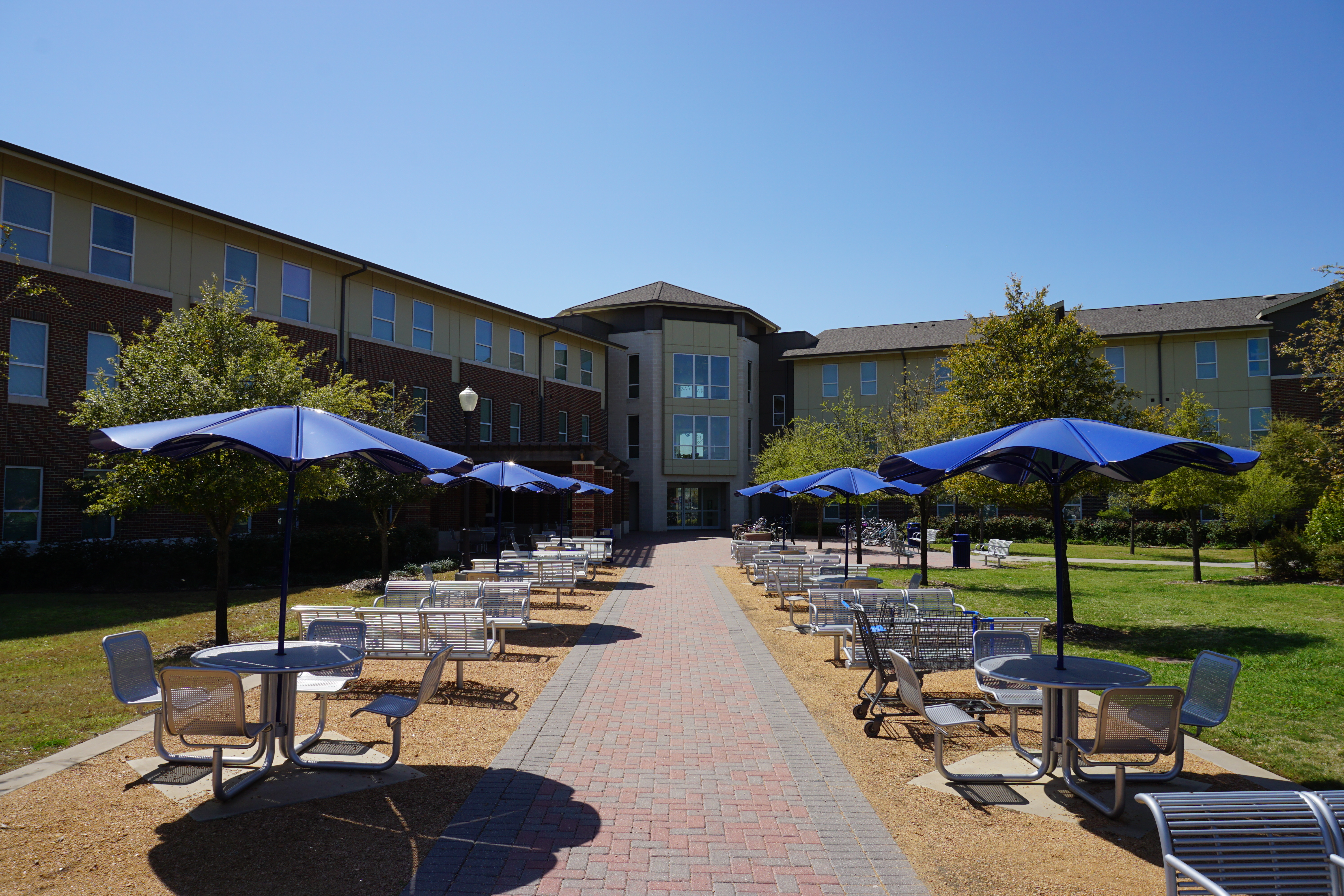
Residencia universitaria Pride Rock en East Texas A&M

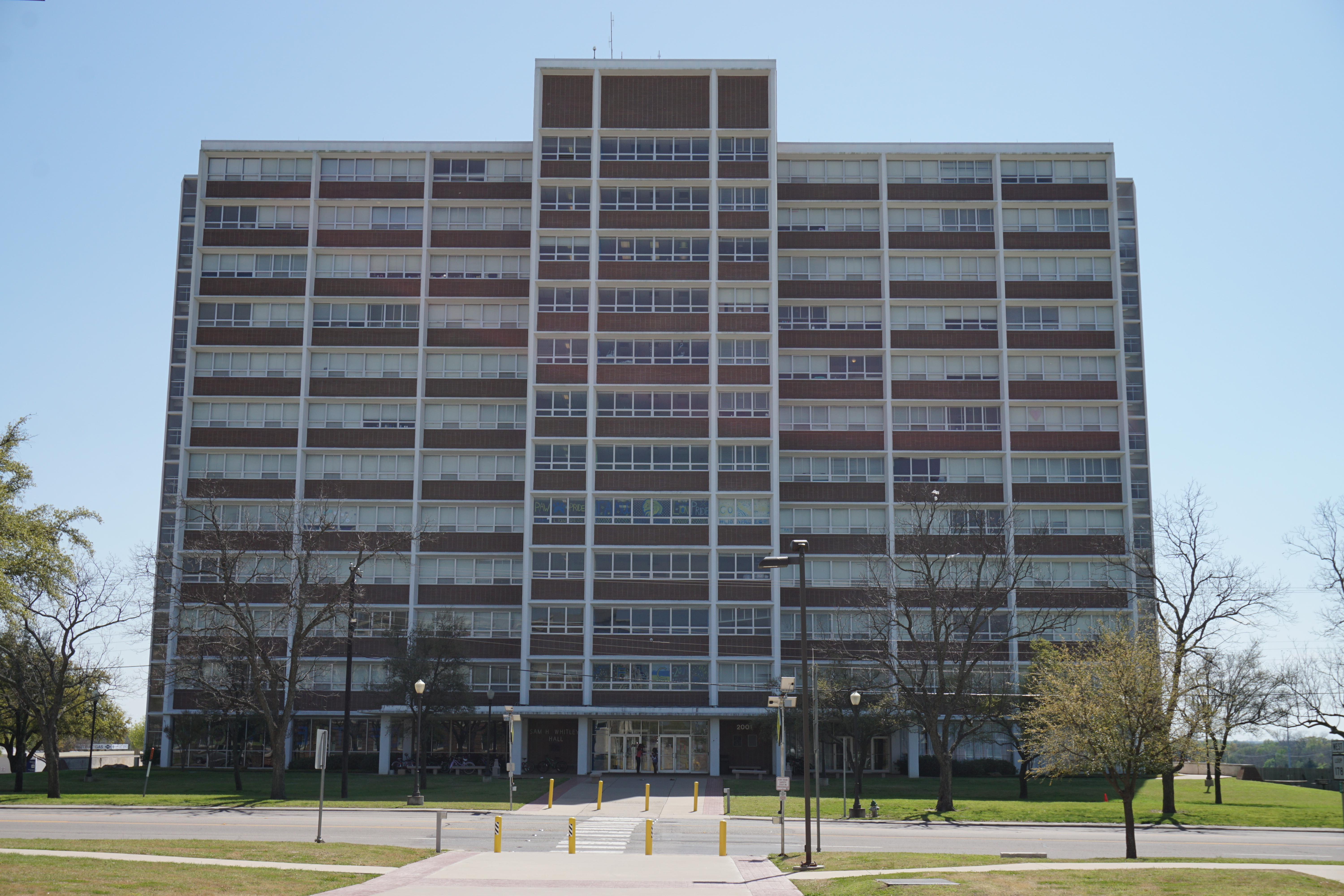
Samuel H. Whitley Hall

- Salas de residencia restringieron a tradicionales freshmen:
  - Rock de orgullo
  - Whitley
- Salas de residencia restringieron a upperclassmen y nontraditional freshmen:
  - Berry
  - Fase II
  - Smith
  - Fase III
- Apartamentos de campus restringieron a upperclassmen y nontraditional freshmen:
  - Orgullo nuevo
  - Salas del oeste (Bledsoe, Craddock, Fling, Neu, Webster, y Wray)
- Otro universitario-operó residencias:
  - F-Salas (restringidos a mujeres y sorority alojamiento)
  - Prairie Cruce (restringido a Honores alumnado Universitario)

#### Samuel H. Whitley Hall
El hito más visible de la universidad es Samuel H. Whitley Hall, un edificio de 12 pisos (146 pies de altura) que lleva el nombre del ex presidente de la Universidad, Dr. Samuel Whitley (1924-1946). [ cita requerida ] Whitley Hall sirve como dormitorio para estudiantes de primer año tradicionales en el campus.

## Deporte

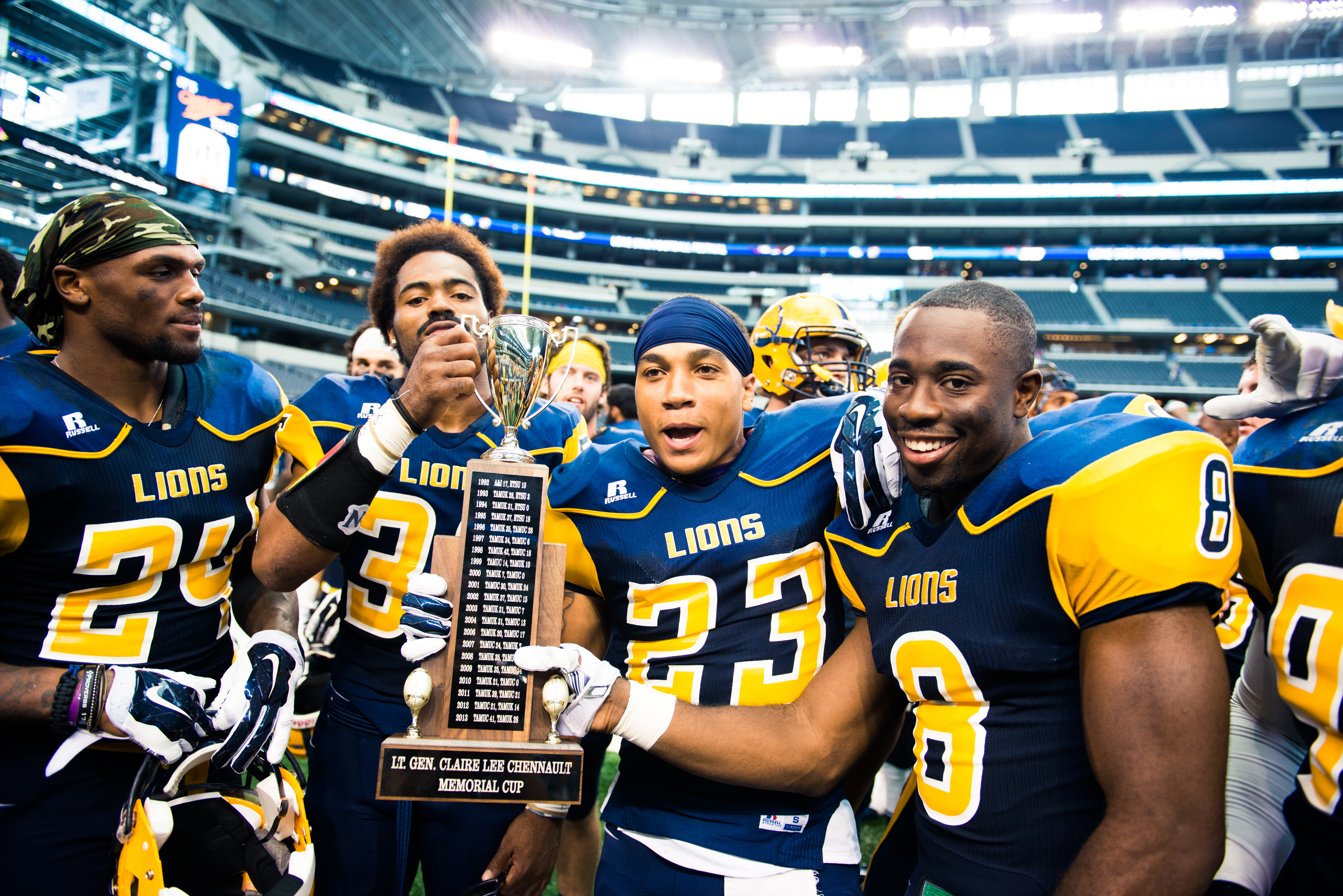
Los jugadores de fútbol americano de TAMUC posan con la Chennault Cup en 2014 después de derrotar a TAMUK en el Lone Star Conference Football Festival.

La universidad es parte de la Southland Conference (SLC) de la División I de la NCAA. La SLC es una liga de 12 miembros que tiene escuelas en Luisiana y Texas. ETAMU se unió a la SLC en 2022 después de haber sido miembro de la Lone Star Conference de la División II de la NCAA desde 1931. 
East Texas A&M ofrece seis deportes para hombres: fútbol americano, baloncesto, golf, campo a través atletismo al aire libre y atletismo cubierta, y ocho deportes para mujeres: baloncesto, fútbol, voleibol, sóftbol, golf, campo a través, atletismo al aire libre y atletismo cubierta. 
ETAMU ha ganado dos campeonatos nacionales de fútbol americano; Campeonato de la División II de la NCAA 2017 y Campeonato de la NAIA de 1972. También ganaron el Campeonato Nacional como miembros de la NAIA en Baloncesto durante la temporada 1954–55, Golf por equipos masculino en 1965 y Tenis por equipos masculino en 1972 y 1978. Además, varios atletas de pista y campo han ganado Campeonatos Nacionales individuales tan recientemente como 2019.

## Asociación de antiguos alumnos

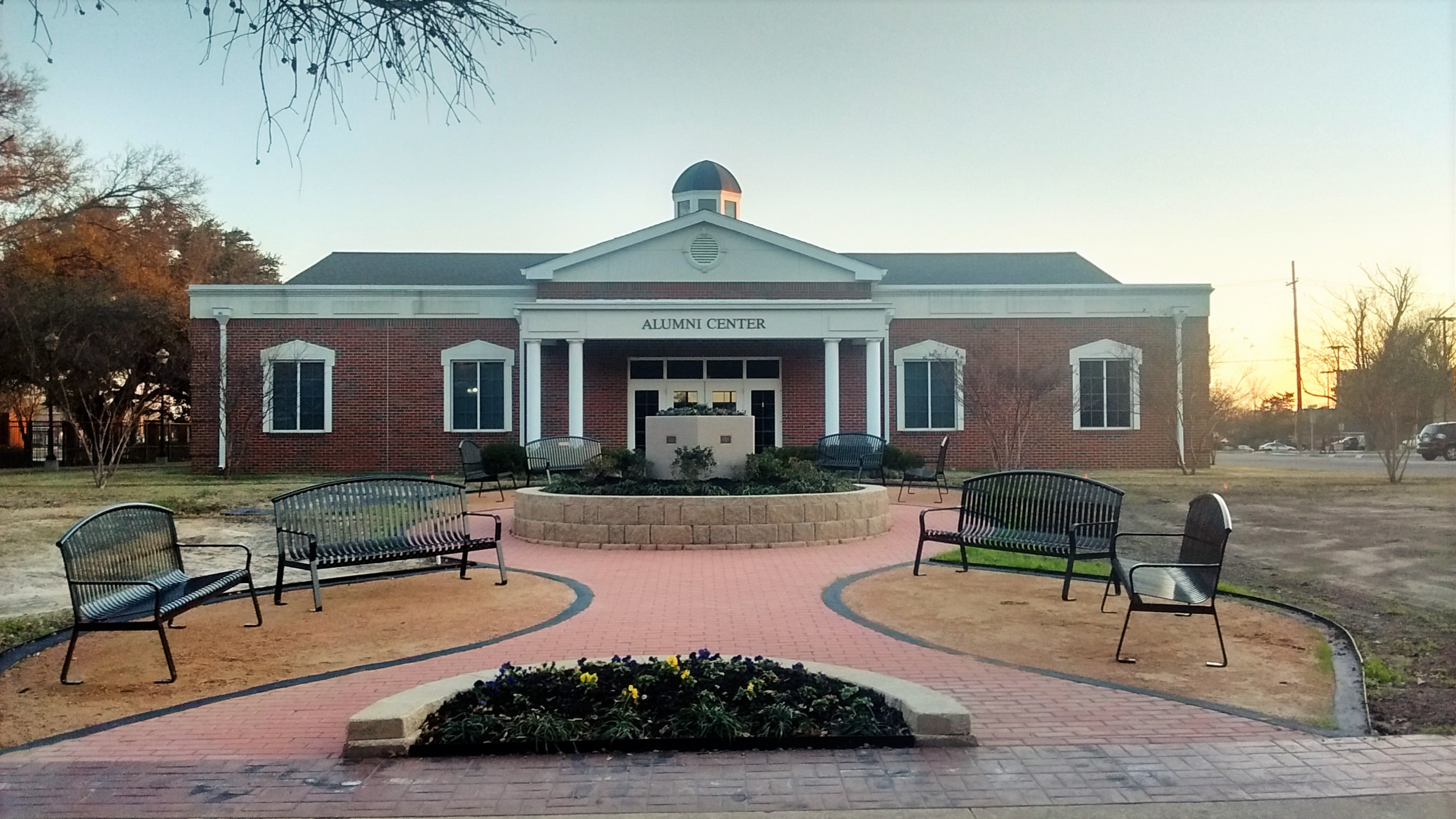
El Centro de Antiguos Alumnos de ETAMU

La asociación de exalumnos de East Texas A&M University, que se organizó solo un año después de la fundación de la universidad en 1890 y se llamó Asociación de exalumnos en ese momento, ahora sirve como enlace entre la universidad y más de 100,000 exalumnos y amigos. Cada año, la organización sin fines de lucro organiza varios talleres, seminarios y otros eventos diseñados para promover la misión y la membresía de la Asociación, además de programas con el propósito de mejorar las perspectivas laborales de los estudiantes y graduados de ETAMU. La Asociación de Antiguos Alumnos de East Texas A&M University se encuentra en el nuevo Centro de Antiguos Alumnos terminado en 2009. 